# Ǫ
Ǫ (onderkast: ǫ) is een letter gebruikt in het Navajo en het Apache, en in de transliteratie van onder meer Oudkerkslavisch en Oudnoords. De letter is een O met een ogonek, Pools voor 'staartje'.